# Hluboká nad Vltavou
Hluboká nad Vltavou (tysk Frauenberg) er en by med 4.586 indbyggere i Tjekkiet, der er beliggende ved Vltava-floden i det sydlige Bøhmen.